# Medicina medieval islâmica

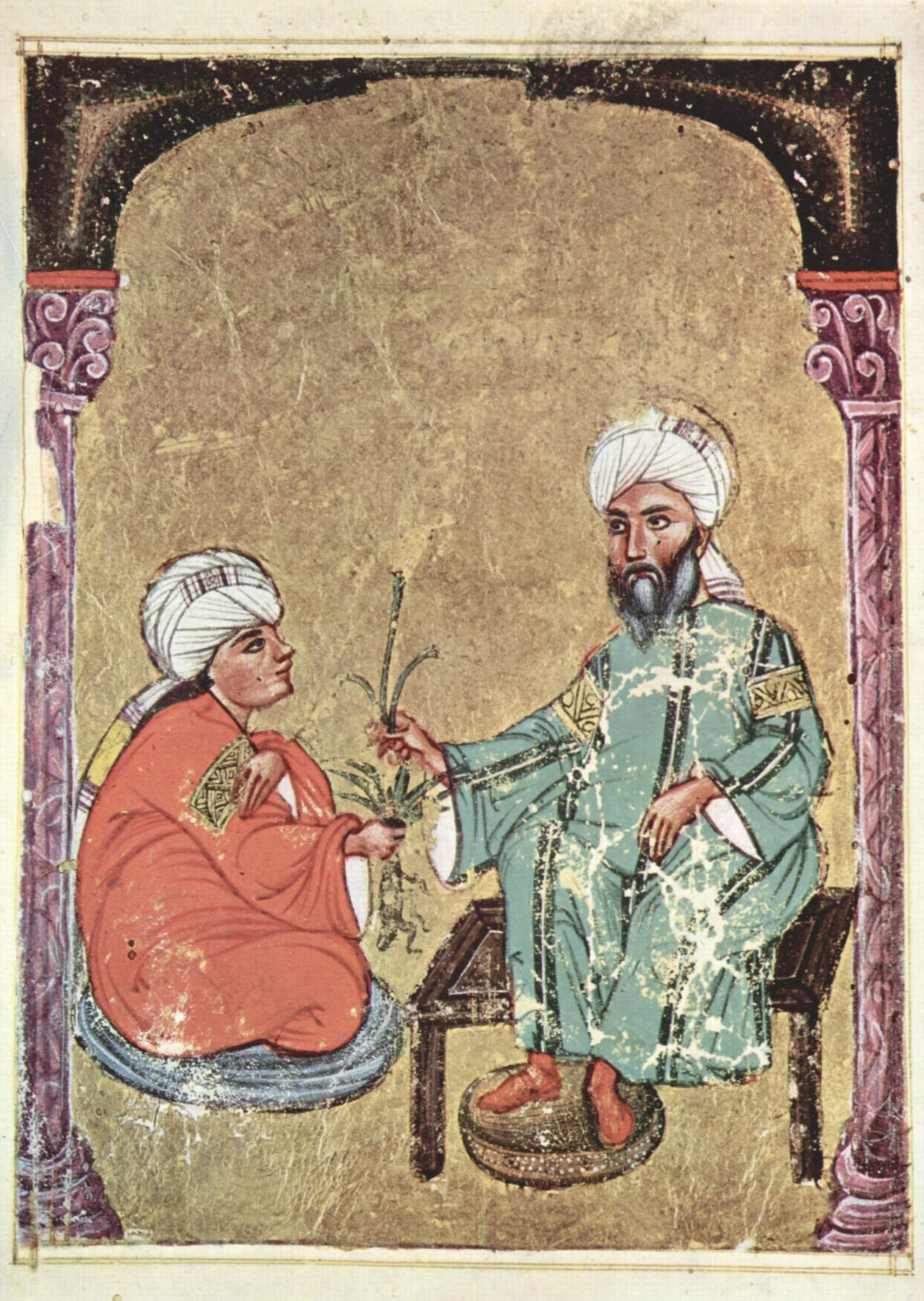
Papiro de um manuscrito árabe de Dioscórides, Sobre Material Médico, 1229

Na história da medicina, a Medicina Islâmica se refere à ciência médica desenvolvida na Idade de Ouro do Islamismo que por sua vez é descrita em árabe, a língua franca da civilização islâmica. A medicina islâmica desenvolveu, sistematizou e preservou o conhecimento médico da Antiguidade Clássica, incluindo as principais tradições de Hipócrates, Galeno e Dioscórides. Durante a era pós-clássica, a medicina islâmica foi a mais avançada do mundo, integrando conceitos da medicina grega, romana, mesopotâmica e persa, bem como a antiga tradição indiana do Ayurveda, ao mesmo tempo em que fez numerosos avanços. A medicina islâmica, juntamente com o conhecimento da medicina clássica, foi adotada mais tarde na medicina medieval da Europa Ocidental, depois que os médicos europeus se familiarizaram com autores da medicina Islâmica durante o Renascimento do século XII. O conhecimento dos médicos medievais Islâmicos predominou até o começo do Iluminismo, quando houve a ascensão da medicina como uma ciência natural. Alguns aspectos da medicina medieval Islâmica continuam a ser de interesse médico até os dias de hoje.

## Contribuições médicas

### Anatomia humana e fisiologia

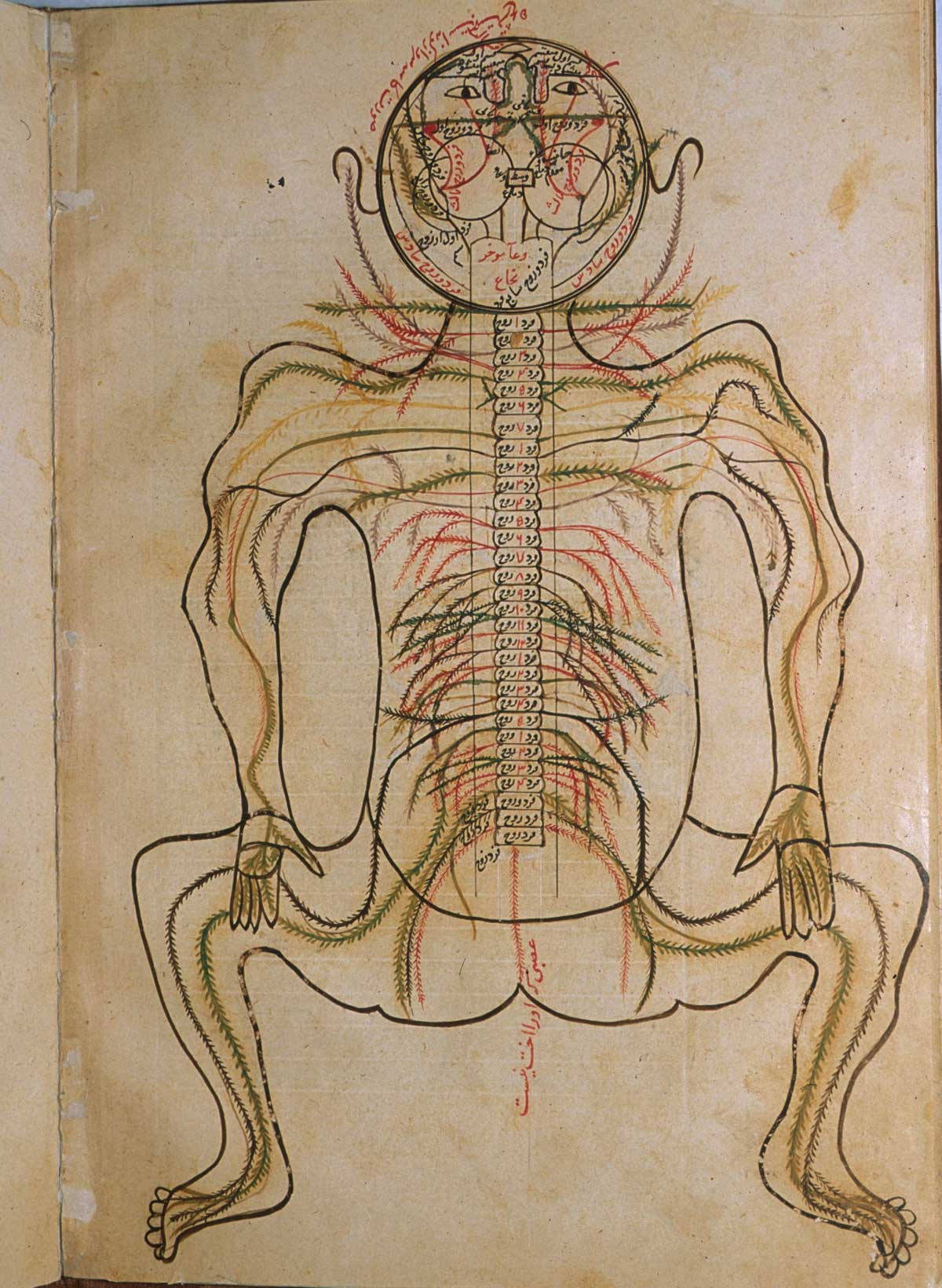
Almançor ibne Ilias: Anatomia do corpo humano (تشريح بدن انسان), 1450, Biblioteca Nacional de Medicina dos Estados Unidos

É amplamente aceito que Ibn al-Nafis fez um importante avanço no conhecimento da anatomia e fisiologia humana, porém é duvidoso que tais avanços e descobertas tenham sido feitas por dissecção humana, pois al-Nafis dizia que evitava a prática de dissecação por causa de sua 'compaixão' pelo corpo humano.
O descobrimento da circulação sanguínea através do corpo humano é atribuído aos médicos gregos. No entanto, havia entre eles a dúvida de como o sangue fluía do ventrículo direito do coração para o ventrículo esquerdo, antes de o ser bombeado para o resto do corpo. Segundo Galeno, no século II, o sangue atingia o ventrículo esquerdo através de passagens invisíveis no septo. Posteriormente, no século XIII, Ibn al-Nafis descobriu que o septo ventricular era impenetrável, sem qualquer tipo de passagens invisíveis, mostrando que as suposições de Galeno eram falsas. Al-Nafis descobriu também que o sangue no ventrículo direito do coração é transportado para o ventrículo esquerdo após passar pelos pulmões. Essa descoberta foi uma das primeiras descrições a respeito da circulação pulmonar, embora seus escritos sobre o assunto tenham sido lidos somente no século XX, mais de 700 anos depois. Foi William Harvey o responsável por trazer o tema da circulação pulmonar à atenção geral.
Na Grécia Antiga, acreditava-se que a visão era possível a partir de um espírito visual que emanava dos olhos e permitia a percepção de um objeto. Muitos anos depois, no século XI o cientista iraquiano Alhazen, também conhecido como Al-hazen em latim, desenvolveu um conceito radicalmente novo a respeito da visão humana. Alhazen adotou uma abordagem direta, explicando que o olho era um instrumento óptico. A descrição da anatomia oftálmica levou-o a formar a base para a sua teoria da formação de imagens, que é explicada pela refração dos raios de luz que passam entre 2 meios de diferentes densidades. Tal teoria foi desenvolvida por ele a partir de investigações experimentais. No século XII, seu livro de ótica foi traduzido para o latim e continuou a ser estudado no mundo islâmico e na Europa até o século XVII.

### Medicamentos
As contribuições médicas feitas pelo Islã medieval incluem o uso de plantas como um tipo medicamento. Médicos medievais islâmicos usavam substâncias naturais como Papaver somniferum, a papoula e Cannabis sativa lineu, o cânhamo. Na Arábia pré-islâmica, nem papoula nem cânhamo eram conhecidos. O cânhamo foi introduzido nos países islâmicos no século IX provindo da Índia passando pela Pérsia e pela cultura grega até a literatura médica. O grego Dioscórides, que segundo os árabes foi o maior biólogo botânico da antiguidade, recomendou sementes de cânhamo para "saciar o nascimento" e seu suco para tratar otalgia. A partir do ano 800 e por mais de dois séculos, o uso de papoula ficou restrito ao campo terapêutico. No entanto, as dosagens frequentemente excediam as necessidades médicas e eram usadas repetidamente, além do que foi originalmente recomendado. A papoula foi prescrita por Yuhanna b. Masawayh devido a suas propriedades antieméticas, hipnóticas e analgésicas, especialmente para tratar cefaleia, pleurisia, dores nos olhos e nos dentes e para aliviar a dor gerada pelas pedras na vesícula biliar. Embora a papoula tenha benefícios medicinais, Ali Atabari explicou que o extrato de folhas de papoula (geradora do ópio) era letal e que deveria ser considerado um veneno.

### Cirurgias
O desenvolvimento e a popularização de hospitais na sociedade medieval islâmica, expandiram a prática do que hoje conhecemos como cirurgia. Os procedimentos cirúrgicos eram conhecidos pelos médicos durante o período medieval devido a textos de épocas anteriores que incluíam descrições dos procedimentos. A tradução de publicações médicas pré-islâmicas foi um alicerce fundamental para médicos e cirurgiões, a fim de expandir a prática. Os procedimentos cirúrgicos eram raramente praticados devido a uma taxa de sucesso extremamente baixa, mesmo que registros anteriores tenham descrito resultados favoráveis a certas operações. Dentre os procedimentos que eram realizados no Islã antigo, destacam-se aqueles da área da oftalmologia, como cirurgias de tracoma e catarata.

#### Técnicas
A sangria e a cauterização foram técnicas amplamente usadas pelos médicos na sociedade Islâmica antiga no tratamento de pacientes. Essas duas técnicas eram comumente utilizadas devido à grande variedade de doenças que eram tratadas. A cauterização, um procedimento que consiste na queima de uma parte da pele ou de outros tecidos, como por exemplo o de uma ferida exposta, foi realizada para prevenir infecções e para estancar hemorragias. Para executar esse procedimento, os médicos aqueceram uma haste de metal e a usaram para queimar a carne ou a pele de uma ferida. Isso faria com que o sangue da ferida coagulasse e eventualmente curasse a ferida.
A sangria, remoção cirúrgica do sangue, era usada para curar um paciente com maus "humores" considerados prejudiciais à saúde. Os médicos que realizavam a sangria em um paciente, drenavam o sangue direto das veias. A "ventosaterapia úmida", uma forma de sangria, era realizada fazendo uma ligeira incisão na pele e extraindo o sangue aplicando um copo de vidro aquecido. O calor do vidro gerava sucção e fazia com que o sangue ficasse depositado dentro do copo. Também foi usada a “ventosaterapia à seco”, que consistia também na colocação de um copo de vidro aquecido (sem incisão) em uma área específica do corpo de um paciente para aliviar a dor, coceira e outras doenças comuns à época. Embora esses procedimentos aparentam ser relativamente fáceis de serem realizados, foram descritos casos em que os médicos tiveram que pagar uma compensação por causar ferimentos ou morte a um paciente devido ao descuido durante os procedimentos. Tanto a ventosaterapia quanto a sangria, foram consideradas eficazes no tratamento de diversas doenças.

#### Tratamentos
Os procedimentos cirúrgicos foram importantes no tratamento de pacientes com complicações oculares, como tracoma e catarata. Uma complicação comum dos pacientes com tracoma é a vascularização do tecido que invade a córnea do olho, esta era considerada a causa da doença pelos médicos islâmicos antigos. A técnica usada para corrigir essa complicação era realizada cirurgicamente e tal procedimento é hoje conhecido como peritomia. As documentações dos procedimentos cirúrgicos da era medieval Islâmica, descrevem que a peritomia era feita "empregando instrumentos para manter os olhos abertos durante a cirurgia, vários ganchos muito pequenos para levantar [as pálpebras] e um bisturi muito fino para excisão". Uma técnica semelhante no tratamento de complicações do tracoma, chamada de pterígio, era usada para remover a parte triangular da conjuntiva bulbar na córnea. Tal procedimento era realizado levantando o excesso de tecido com pequenos ganchos e depois cortando-o com uma pequena lanceta. Ambas as técnicas cirúrgicas eram extremamente dolorosas para o paciente e complexas para o médico e seus assistentes.
A literatura medieval Islâmica, descreve que as cataratas são causadas por uma membrana ou fluido opaco que repousa entre o cristalino e a pupila. O método para tratar as cataratas no Islã medieval era conhecido por meio de traduções de publicações anteriores sobre a técnica. Com o uso de uma lanceta, era feita uma pequena incisão na esclera e uma sonda era inserida e usada para pressionar o cristalino, empurrando-o para um lado do olho. Após a conclusão do procedimento, o olho era lavado com água salgada e enfaixado com algodão embebido em óleo de rosas e clara do ovo. Após a operação, havia a preocupação de que a catarata, uma vez empurrada para o lado, se dissipasse, e por esse motivo os pacientes eram instruídos a ficarem deitados de costas por vários dias após a cirurgia.

### Anestesia e antissepsia
Tanto na sociedade moderna quanto na sociedade medieval Islâmica, a anestesia e a antissepsia são aspectos importantes da cirurgia. Antes do desenvolvimento da anestesia e da antissepsia, a cirurgia era limitada a fraturas, luxações e lesões traumáticas que resultavam em amputações. Além de distúrbios urinários e outras infecções comuns. Médicos medievais Islâmicos utilizavam técnicas para tentar impedir infecções ao executar procedimentos em um paciente, por exemplo, lavando o paciente antes de um procedimento; da mesma forma, após um procedimento, limpavam frequentemente a área operada com óleo de rosas, água salgada, água de vinagre ou com uma mistura de vinho com óleo de rosas. Segundo a literatura medieval Islâmica, tais produtos possuem propriedades anti-sépticas. Além disso, ervas e resinas, incluindo incenso, mirra, cássia e membros da família dos louros também eram utilizadas para prevenir infecções, embora seja, ainda hoje, impossível saber exatamente qual a eficácia desses tratamentos na prevenção da sepse. O uso do ópio para matar a dor era conhecidos desde os tempos antigos; outras drogas, incluindo meimendro, cicuta, erva-cidreira e sementes de alface também eram usadas pelos médicos islâmicos para tratar a dor. Sabe-se que algumas dessas substâncias, especialmente o ópio, possuem efeitos hipnóticos, e alguns estudiosos modernos afirmam que essas drogas eram usadas para fazer uma pessoa perder a consciência antes de uma operação, como faria um anestésico nos dias de hoje. No entanto, não há uma referência clara sobre esse uso antes do século XVI.
Estudiosos islâmicos introduziram o uso do cloreto mercúrico para desinfetar feridas.

## Ética Médica
Médicos como Rasis escreveram sobre a importância da moralidade na medicina e podem ter apresentado, juntamente com Avicena e Ibn al-Nafis, o primeiro conceito de ética na medicina islâmica. Rasis sentia que era importante para o médico não apenas ser um especialista em seu campo, mas também ser um modelo para a sociedade. Suas ideias sobre ética dentro da medicina foram divididas em três conceitos: a responsabilidade do médico para com os pacientes, a responsabilidade consigo mesmo e a responsabilidade dos pacientes com os médicos.
O mais antigo trabalho árabe em ética médica que restou foi feito por Ixaque ibne Ali Aruaui e foi intitulado Adab al-Tabib (em árabe: أدب الطبيب Adab aț-Ṭabīb, "Moral do médico" ou "Deontologia Médica Prática") e foi baseado nas obras de Hipócrates e Galeno. Al-Ruhawi considerava os médicos como "guardiões de almas e corpos" e escreveu vinte capítulos sobre vários tópicos relacionados à ética médica.

## Hospitais

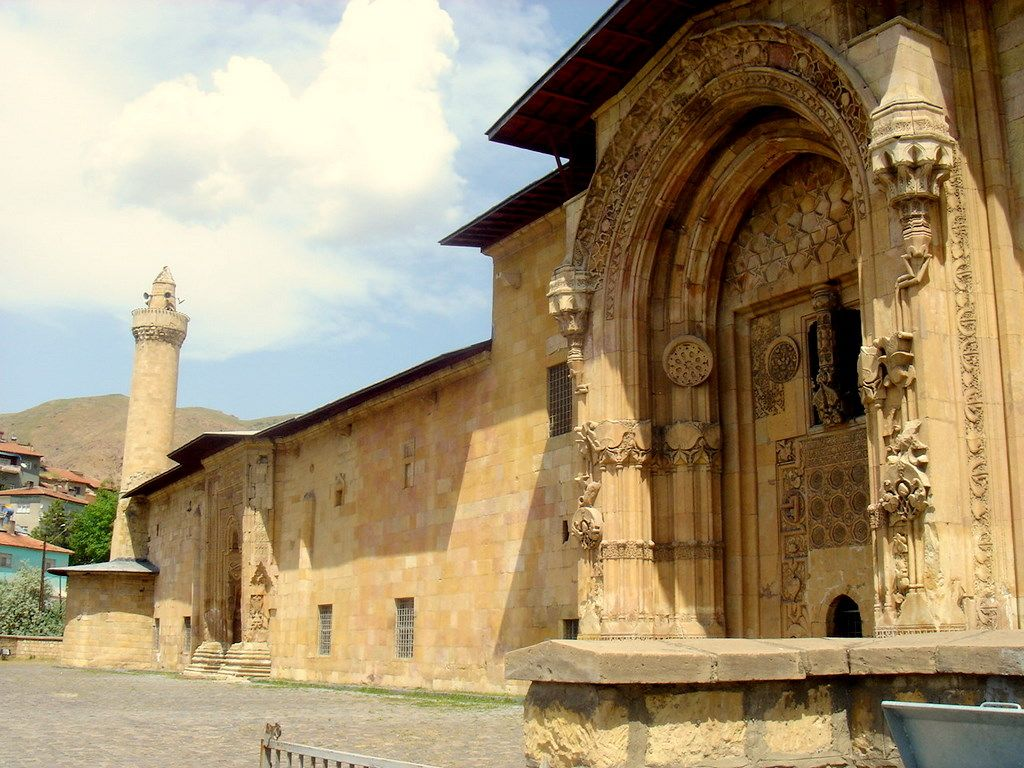
Edifício do Hospital (darüşşifa) da Grande Mesquita de Divrigi, período seljúcida, século XIII, Turquia

Muitos hospitais foram desenvolvidos durante o início da era islâmica. Eram chamados de "bimaristão" ou "Dar Alxifa", as palavras persa e árabe que significam "casa [ou lugar] dos doentes" e "casa da cura", respectivamente. O conceito de um hospital ser um local de atendimento a pessoas doentes foi idealizado pelos califas antigos. Os bimaristãos  eram encontrados desde a época de Maomé, e a mesquita do Profeta na cidade de Medina realizou o primeiro serviço hospitalar muçulmano em seu pátio. Durante a Batalha das Trincheiras, Maomé se deparou com soldados feridos e ordenou que uma barraca fosse montada para prestar assistência médica. Com o passar do tempo, califas e governantes expandiram os bimaristãos itinerantes para incluir médicos e farmacêuticos.
O califa omíada Ualide I (r. 705–715) é frequentemente creditado como tendo feito a construção do primeiro bimaristão em Damasco em 707. Tal bimaristão tinha uma equipe de médicos assalariados e um dispensário muito bem equipado. Tratava pacientes cegos e portadores de deficiência, bem como leprosos, que eram separados dos demais. Alguns estudiosos consideram esse bimaristaão uma lepersoria, local de segregação dos pacientes com hanseníase. O que é tido como sendo verdadeiramente o primeiro hospital islâmico, foi construído durante o reinado do califa Harune Arraxide (r. 786–809). O califa convidou o filho do médico chefe, Jabril ibn Bukhtishu para chefiar o novo bimaristão de Bagdá. Ele rapidamente alcançou fama e levou ao desenvolvimento de outros hospitais em Bagdá.

### Características dos bimaristãos

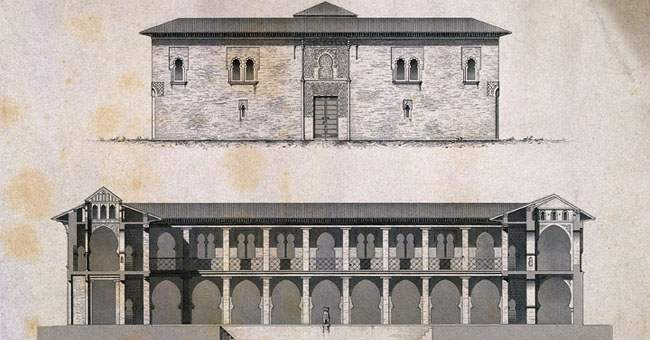
O bimaristão de Granada

À medida que os hospitais se desenvolveram durante a civilização islâmica, foram atingidas características específicas. Os bimaristãos eram laicos, serviram a todas as pessoas, independentemente de raça, religião, cidadania ou gênero. Os documentos do Waqf afirmavam que ninguém jamais teria o atendimento recusado. O objetivo final de todos os médicos e funcionários dos hospitais era trabalhar em conjunto para ajudar o bem-estar de seus pacientes. Não havia limite de tempo que um paciente poderia passar internado; os documentos do Waqf declaravam que o hospital era obrigado a manter todos os pacientes até que eles estivessem totalmente recuperados. Homens e mulheres eram internados em alas separadas, mas igualmente equipadas. As enfermarias separadas por sexo, eram também internamente divididas pelas áreas de tratamento: doenças mentais, doenças contagiosas, doença não contagiosa, cirurgias, doenças oculares e contavam também com uma ala específica para medicamentos. Os pacientes eram atendidos por enfermeiros e funcionários do mesmo sexo, por exemplo: uma pessoa do sexo masculino só poderia ser atendido por um enfermeiro do sexo masculino e uma pessoa do sexo feminino só poderia ser atendida por uma enfermeira também do sexo feminino. Os hospitais possuíam ainda salas de aula, cozinha, farmácia, biblioteca, mesquita e, ocasionalmente, uma capela para pacientes cristãos. Materiais de recreação e músicos eram frequentemente empregados para confortar e animar os pacientes.
O hospital não era apenas um lugar para tratar pacientes: também servia como uma escola de medicina para educar e treinar estudantes. A preparação básica da ciência era aprendida através de professores particulares, auto-estudo e palestras. Os hospitais islâmicos foram os primeiros a manter registros escritos dos pacientes e seus tratamentos médicos. Os alunos eram responsáveis por manter esses registros dos pacientes, que eram editados posteriormente pelos médicos e referenciados em tratamentos futuros.
Durante essa época, a licença médica tornou-se obrigatória no Califado Abássida. Em 931, o califa Almoctadir (r. 908–932) soube da morte de um de seus súditos como resultado de um erro médico. Ele imediatamente ordenou que seu mutasibe Sinã ibne Tabite examinasse e impedisse os médicos de atuar até que passassem numa espécie de prova. A partir de então, foram necessários exames de licenciamento e somente médicos qualificados foram autorizados a praticar medicina.

## Farmácia
O nascimento da farmácia como uma profissão independente e bem definida foi estabelecido no início do século IX por estudiosos muçulmanos. Albiruni afirma que "a farmácia se tornou independente da medicina, da mesma maneira que a linguagem e a sintaxe são separadas da composição, o conhecimento da prosódia é separado da poesia e a lógica separada da filosofia, pois [farmácia] é um auxílio [à medicina] e não um servo". Sabur (m. 869) escreveu o primeiro texto conhecido sobre farmácia.

## Mulheres e medicina

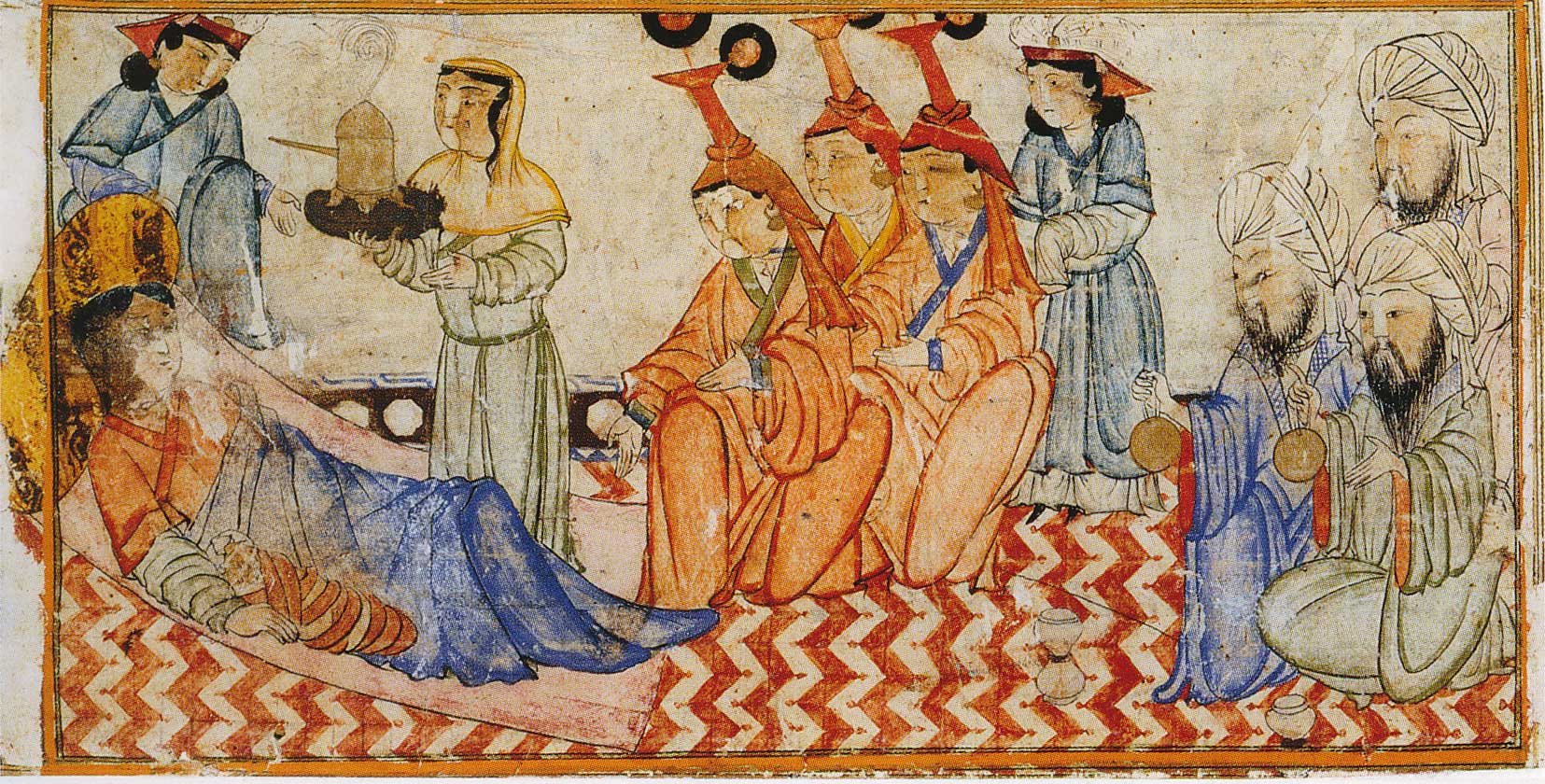
Nascimento de um príncipe. Ilustração de Jami 'al-tawarikh de Raxide Adim, século XIV. Os astrólogos têm astrolábios

Durante o período medieval islâmico, os tratados hipocráticos foram amplamente difundidos pelos médicos, devido à sua forma prática e à sua acessibilidade para os praticantes da medicina. Tratados hipocráticos de Ginecologia e Obstetrícia eram comumente referidos pelos médicos muçulmanos ao discutir doenças femininas. Os autores de Hipócrates associaram a saúde geral e a saúde reprodutiva das mulheres, órgãos e funções que se acreditava não terem contrapartes no corpo masculino.
O papel das mulheres na medicina medieval Islâmica foi marcado por forte presença nas instituições médicas. Como supracitado, homens e mulheres eram atendidos separadamente e por profissionais de seus respectivos sexos, e, dessa maneira, mulheres médicas, cirurgiãs e enfermeiras eram encontradas em números proporcionais ou até maiores que homens nas mesmas funções.

### Crenças sexistas
Os hipocráticos associavam ao útero a causa de muitos dos problemas de saúde das mulheres da época, como a esquizofrenia. Eles descreviam o útero como uma criatura independente dentro do corpo feminino; e, quando o útero não era curado pela gravidez, acreditava-se que ele, procurando por umidade, se deslocava para órgãos corporais úmidos, como fígado, coração e cérebro. Presumia-se que o movimento do útero causasse muitas condições de saúde, principalmente a menstruação, que também era considerada essencial para manter a saúde das mulheres.
Muitas crenças sobre o corpo e a saúde das mulheres no contexto islâmico podem ser encontradas na literatura religiosa conhecida como "remédio do profeta". Esses textos sugeriam que os homens se afastassem das mulheres durante o período menstrual, "pois esse sangue é sangue corrupto" e pode prejudicar quem entra em contato com ele. Muitos conselhos eram dados com relação à dieta adequada para incentivar a saúde feminina e, em particular, a fertilidade. Por exemplo: marmelo deixa o coração da mulher sensível e melhor; o uso de incenso resultará no nascimento de um homem; o consumo de melancia durante a gravidez aumentará a chance de a criança ter bom caráter e semblante; râmaras devem ser comidas antes do parto para promover o nascimento dos filhos e depois para ajudar na recuperação da mulher; a salsa e os frutos da palmeira estimulam as relações sexuais; aspargos aliviam a dor do trabalho de parto; e comer o úbere de um animal aumenta a lactação nas mulheres. Além de ser vista como uma atividade religiosa significativa, a atividade sexual era considerada saudável se praticada com moderação tanto para os homens quanto para as mulheres. Do outro lado, a dor e o risco médico associados ao parto eram tão respeitados que as mulheres que morriam durante o parto eram vistas como mártires. O uso de invocações a Deus e orações também faziam parte da crença religiosa em torno da saúde das mulheres, sendo o mais notável o encontro de Maomé com uma menina escravizada cujo corpo ferido era visto por ele como evidência de sua possessão pelo mau-olhado. Maomé então recomendou que ela e outras pessoas possuídas pelo mau-olhado usassem uma invocação específica para Deus, a fim de se livrarem de seus efeitos debilitantes em sua saúde espiritual e física.

## Legado
A receptividade do Islã medieval acerca de novas ideias e heranças ajudou a proporcionar grandes avanços na medicina durante esse período, juntamente com a utilização de procedimentos e técnicas médicas anteriormente descritas, expandindo o desenvolvimento das ciências da saúde e suas instituições e avançando o conhecimento médico em áreas como cirurgia e compreensão de o corpo humano, embora muitos estudiosos ocidentais não tenham reconhecido completamente sua influência (independente da influência romana e grega) no desenvolvimento da medicina.
Através do estabelecimento e desenvolvimento de hospitais, médicos da era medieval Islâmica foram capazes de promover operações intrínsecas para curar pacientes, como na área de oftalmologia. Isso permitiu que as práticas médicas fossem ampliadas e desenvolvidas proporcionando referência futura.
As contribuições dos dois principais filósofos e médicos muçulmanos, Rasis e Avicena, proporcionaram um impacto duradouro na medicina muçulmana. Através da compilação de seus conhecimentos em livros médicos, cada um deles teve uma grande influência na educação e filtragem do conhecimento médico na cultura islâmica.
Além disso, como supracitado, houve muitas contribuições feitas por mulheres durante esse período e consta em documentações relatos da forte presença de mulheres médicas, cirurgiãs, enfermeiras e parteiras.